# Gerald Piesinger
Gerald Piesinger (* 16. August 1959 in Steyr) ist ein ehemaliger österreichischer Fußballspieler und späterer -trainer.

## Karriere
Seine Laufbahn begann der gebürtige Steyrer beim SV Esternberg, ehe er vom LASK entdeckt wurde und für den Verein neun Jahre lang von 1980 bis 1989 spielte. Piesinger war Mittelfeldspieler und spielte auch beim Europacupsieg des LASK Linz am 23. Oktober 1985 gegen Inter Mailand (1:0). 1989 wechselte Gerald Piesinger zu SK Vorwärts Steyr, wo er 1991 seine Bundesligakarriere beendete. Er bestritt insgesamt 218 Bundesliga- und zwei Europacupspiele sowie sieben Spiele für die österreichische Fußballnationalmannschaft.

## Familie
Er ist Vater der Zwillingsbrüder der Simon und Markus Piesinger (* 1992).